# Georg Lewandowski
Georg Lewandowski (* 19. August 1944 in Schmidtsdorf, Ostpreußen) ist ein deutscher Politiker (CDU). Er war von 1993 bis 2005 Oberbürgermeister von Kassel.

## Leben und Ausbildung
Georg Lewandowski machte nach Volksschule (1951–1959) und Handelsschule (1959/60) von 1961 bis 1964 eine Ausbildung zum Großhandelskaufmann und diente 1965 bis 1971 als Soldat. Nach seiner Zeit bei der Bundeswehr studierte er 1971 bis 1973 an der Fachschule für Wirtschaft und schloss dieses Studium als Staatlich geprüfter Betriebswirt ab. Von 1973 bis 1974 arbeitete er als kaufmännischer Angestellter, danach 1974 bis 1988 als Leiter Personalbetreuung und seit 1988 als Personalleiter.

## Politik
Georg Lewandowski ist seit 1970 Mitglied der CDU und dort seit 1976 in verschiedenen Vorstandsämtern aktiv. Seit 1990 war er Kreisvorsitzender der CDU Kassel-Stadt. Von 1973 bis 1977 und von 2006 bis 2016 war Georg Lewandowski Stadtverordneter in Kassel. In den Jahren 1977 bis 1993 war er stellvertretender Vorsitzender der CDU-Fraktion.
Seit dem 5. April 1991 war Georg Lewandowski Mitglied des Hessischen Landtags. Nach seiner Wahl zum Oberbürgermeister von Kassel schied er am 22. Juli 1993 aus dem Landtag aus.
Seine Wahl zum Oberbürgermeister von Kassel 1993 löste bundesweite Aufmerksamkeit aus. Kassel war seit jeher eine Hochburg der SPD. Die SPD stellte seit dem Ende des Zweiten Weltkriegs die Oberbürgermeister der Stadt. Auch 1993 bestand eine breite rot-grüne Mehrheit in der Stadtverordnetenversammlung. Die Wahl von Georg Lewandowski war erst durch die 1991 in die Verfassung des Landes Hessen eingeführte Direktwahl der Bürgermeister möglich geworden.
Wahlkampfthemen, mit denen Lewandowski 1993 gegen seinen Vorgänger Wolfram Bremeier (SPD) punkten konnte, waren die Abschaffung der Getränkesteuer und die Beseitigung von unbeliebten Verkehrsberuhigungsmaßnahmen.
Erneut bundesweite Aufmerksamkeit erhielt er für den von ihm angeordneten Abriss von Gustav Langes Kunstwerk einer riesigen Holztreppe auf dem Königsplatz. Dieses 1992 im Rahmen der documenta 9 errichtete Kunstwerk wurde von breiten Teilen der Öffentlichkeit als Verschandelung des Platzes angesehen. Im Jahr 2000 ließ es Georg Lewandowski trotz urheberrechtlicher Bedenken unter dem Beifall der Öffentlichkeit in einer „Nacht-und-Nebel-Aktion“ abreißen. Das folgende Strafverfahren gegen Lewandowski wegen Untreue wurde vom Landgericht nach Zahlung einer Geldauflage in Höhe von 15.000 Euro eingestellt; Hintergrund der Anklage war, dass er „städtisches Vermögen in Gefahr gebracht“ hätte, da die Stadt Kassel mit dem Abriss ein Ordnungsgeld von über 200.000 Euro riskiert hatte, das aufgrund eines Vergleichs mit Lange jedoch nicht gezahlt werden musste.
In seiner Amtszeit war er 1999 bis 2001 sowie 2003 bis 2005 Präsident des Hessischen Städtetages.
Nach zwölf Jahren im Amt wurde er 2005 als Oberbürgermeister abgewählt. Sein Nachfolger war Bertram Hilgen (SPD).